# Rio Frăcea
O Rio Frăcea é um rio da Romênia, afluente do Cuca, localizado no distrito de Argeş.